# 整合民族主义
整合民族主义（法語：Nationalisme intégral），又译整体民族主义，是一种民族主义理论，起源于19世纪的法国，由夏尔·莫拉斯提出，主要在“法兰西行动”的极端保王主义圈子中传播。该理论也被称为“莫拉斯主义”。